# نهاية النهار (فلم)
نهاية النهار (بالإنجليزية: Daylight’s End) هو فيلم حركة ورعب تم انتاجه في الولايات المتحدة صدر سنة 2016، من بطولة جوني سترونغ.

## القصة
ينتشر مرض يحول الناس إلى زومبي لا يعيشون إلا في الظلمة في النهار، يبقون في المنازل المهجورة وفي الليل يخرجون ويقتلون أي شخص يرونه فيحاول (توماس رورك) النجاة بحياته.

## وصلات خارجية
- مقالات تستعمل روابط فنية بلا صلة مع ويكي بيانات
- نهاية النهار على IMDb
- نهاية النهار على Rotten Tomatos
- نهاية النهار على Metacritic